# St. Antonius Krankenhaus Köln

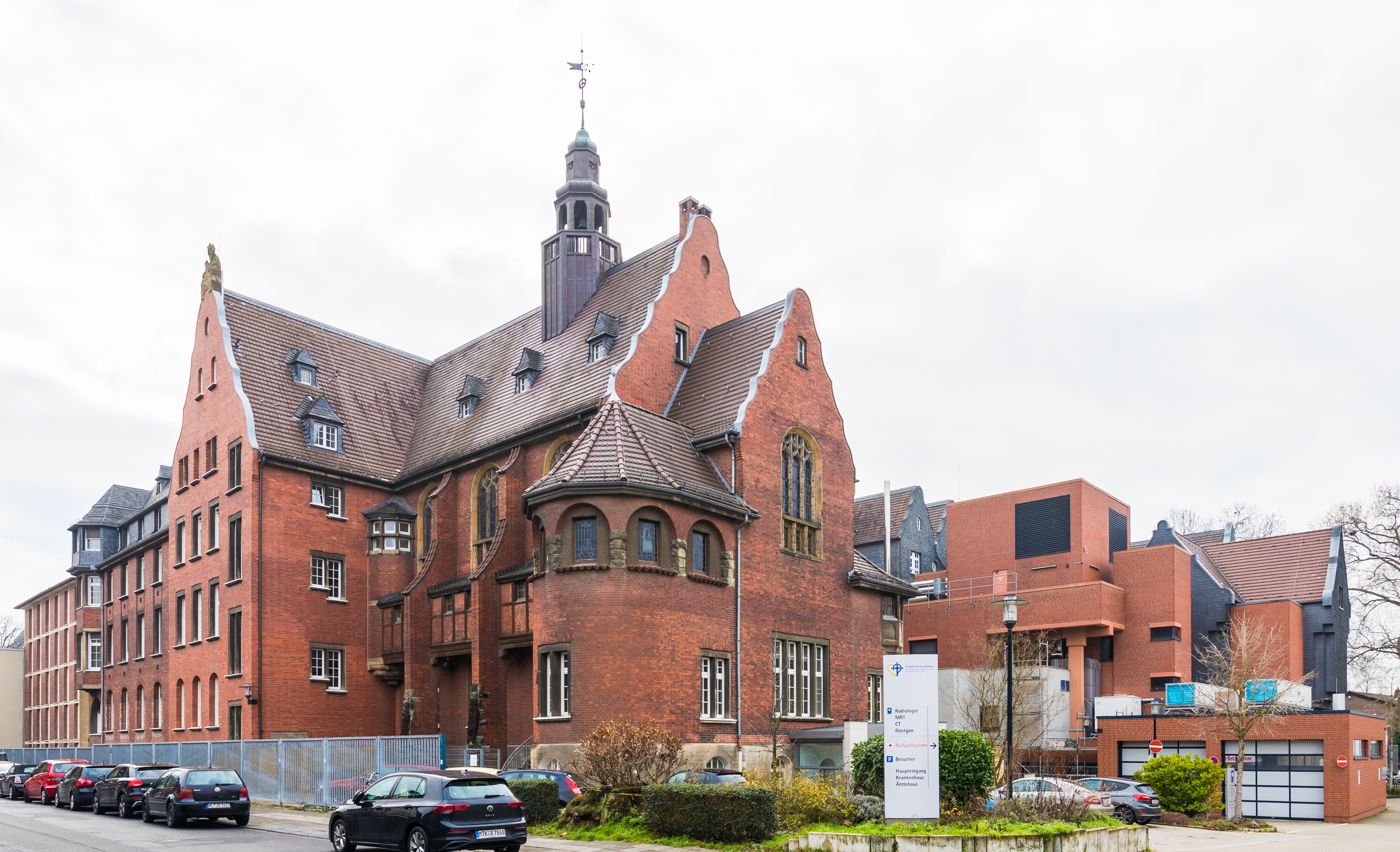
St.-Antonius-Krankenhaus mit Kapelle in Köln-Bayenthal

Das 1909 eröffnete St. Antonius Krankenhaus Köln liegt im südlichen Stadtteil Bayenthal der Stadt Köln. Das Krankenhaus bezeichnet sich als Gesundheitszentrum Köln-Süd. Im Versorgungs- und Einzugsbereich des Krankenhauses leben etwa 100.000 Einwohner (Stand April 2014). Mit 214 Patientenbetten ist die Einrichtung als mittleres oder eher kleines Krankenhaus einzuordnen. Die Institution befindet sich in Trägerschaft des katholischen Frauenordens der Cellitinnen und wird damit wie viele andere größere Einrichtungen des Gesundheitswesens dieser Art mittelbar von der katholischen Kirche und damit nach kirchenrechtlichen Arbeitsregeln geführt.

## Fachdisziplinen
Die aktuell im Krankenhaus befindlichen besonderen Fachabteilungen sind (Stand April 2014):
- Ambulanz
- Chirurgie
- Innere Medizin
- Intensivmedizin
- Radiologie
- Physiotherapie
- Augenheilkunde (nur als Belegabteilung)

Bis in die 1980er Jahre gab es im St. Antonius Krankenhaus Köln noch die folgenden Fachbereiche:
- Gynäkologie (nur als Belegabteilung)
- Hals-Nasen-Ohren-Heilkunde (HNO) (nur als Belegabteilung)

## Geschichte
Die Eröffnung des Krankenhauses erfolgte am 23. Juni 1909 mit zunächst 150 Betten als spezialisiertes Unfallkrankenhaus. Der heutige Altbau wurde in zweijähriger Bauzeit vom damaligen Kölner Architekten und Bauunternehmer Peter Gärtner im damaligen verbreiteten populären Baustil des Historismus errichtet. Die Funktion als Unfallkrankenhaus zahlte sich im Ersten Weltkrieg aus, da Teile des Krankenhauses als Kriegslazarett dienten. Das Krankenhaus galt damals vor allem als Spezialist für kompliziertere Knochenbrüche, weshalb insbesondere viele schwerverletzte Soldaten ohne Umwege von den Kampfhandlungen in das Kölner Hospital gebracht wurden.
Im Zweiten Weltkrieg wurde das Krankenhausgebäude nur relativ leicht beschädigt.
Seit Ende des Zweiten Weltkriegs wandelte sich das stark spezialisierte Unfallkrankenhaus zu einem allgemeinen Krankenhaus der heutigen Zeit. Hierzu trug das 1972 im sachlichen Stil erbaute neue Bettenhaus bei.
1982 wurde das Krankenhaus um eine  Intensivstation, einen Operationssaal-Neubau und eine Ambulanz erweitert. Die Bettenkapazität wuchs in den 1980er Jahren auf 315 Betten an. Heute gibt es im St. Antonius Krankenhaus Köln 214 Krankenbetten. Damals waren neben den heutigen Fachabteilungen für Chirurgie, Innere Medizin und den Belegabteilungen Augenheilkunde auch noch die einstigen Belegabteilungen für Gynäkologie und Hals-Nasen-Ohren-Heilkunde (HNO) vorhanden.
In den 1990er-Jahren wurde das Krankenhaus um einen neuen Operations-Bereich und eine neue Bettenstation erweitert. Eine Abteilung für physiotherapeutische Leistungen wurde gebaut. Als Besonderheit ist der Parkbereich des Krankenhauses hervorzuheben.
Eine weitere Erweiterung erfolgte 2001 mit der Errichtung einer interdisziplinären Intensivstation. Von 2004 bis 2006 wurde eine größere Modernisierung des Bettenhauses zur Anpassung an die neuen Bedürfnisse durchgeführt. 2007 wurde ein weiterer Neubau für Arztpraxen und die Krankenhausverwaltung errichtet. Hier befindet sich das Nierenzentrum der Einrichtung. Die nächste große bauliche Veränderung fand im Rahmen der Erweiterung der endoskopischen Abteilung im Jahr 2008 statt. Hierbei wurden erstmals Ruhezonen für die ambulante Behandlung geschaffen.

## Betreiber des Krankenhauses
Der Träger und auch einstige alleinige Gründer der Einrichtung war die damalige Ordensgemeinschaft der Genossenschaft der Cellitinnen. Bedingt durch größere Umstrukturierungen um das Jahr 2000 herum ist der heutige Betreiber des Krankenhauses nunmehr die St. Antonius Krankenhaus Köln GmbH, dessen 100%iger Eigentümer allerdings weiterhin die Nachfolgeorganisation der vorherigen Ordensgemeinschaft der Genossenschaft der Cellitinnen, nämlich die Stiftung der Cellitinnen ist.
Ebenfalls unter dem Dach dieser Stiftung sind die nachfolgenden Schwestereinrichtungen angesiedelt:
- Krankenhaus der Augustinerinnen Köln (im Volksmund auch Klösterchen genannt; hier befindet sich der Sitz der Stiftung)
- St. Agatha Krankenhaus Köln
- Maria-Hilf-Krankenhaus Bergheim/Erft
- MARIENBORN Zülpich
- Marienborn Integration Catering (MIC) Zülpich

## Krankenhausgebäude als Filmkulisse
Insbesondere die im Stil des Historismus erbauten nördlichen Altbau-Trakte sind in der Medienmetropole Köln gelegentlich als Kulisse für Dreharbeiten zu Filmaufnahmen beliebt. In den vergangenen Jahren wurden hier mehrere Einzel-Szenen zu größeren Film- und Serienproduktionen gedreht.